# Viljo Nissilä
Viljo Johannes Nissilä, född 21 augusti 1903 i Ruskeala, död 30 juli 1986 i Helsingfors, var en finländsk språkforskare. 
Nissilä blev student 1922, filosofie kandidat 1927, filosofie magister 1928, filosofie licentiat 1939 och filosofie doktor 1940. Han blev docent vid Helsingfors universitet 1948 och var professor i finska språket, särskilt namnforskning, där 1969–1971. Han författade en handbok i ortnamnsforskning och tolkade av ett stort antal finska ortnamn.